# Merbromine

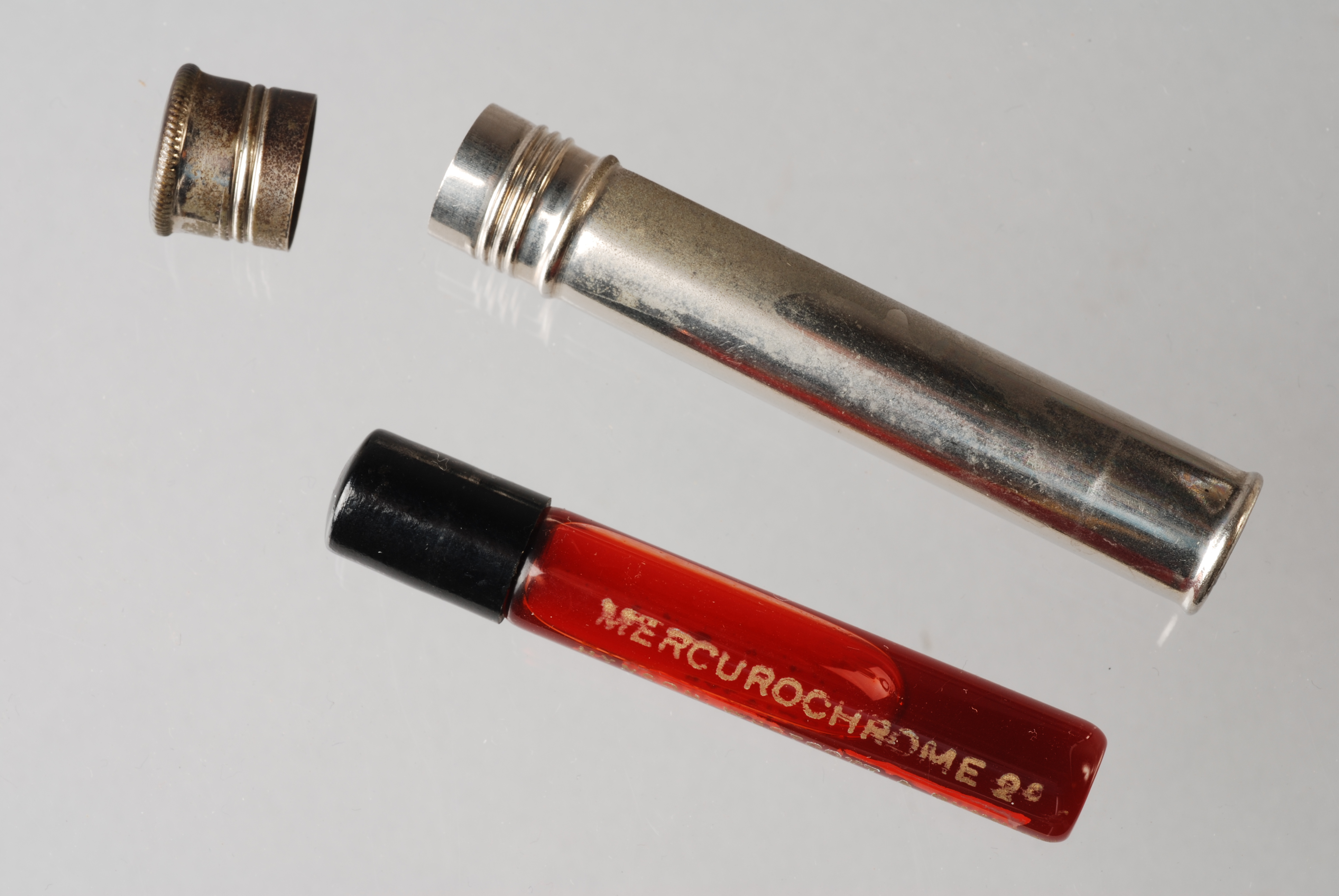
Metalen buisje waarin een glazen ampul wondontsmettingsmiddel, “Mercurochrome”

Merbromine is het meest bekend als mercurochroom in de toepassing van lokaal ontsmettingsmiddel voor kleine wonden en sneetjes. De antiseptische werking is echter gering en de nadelen zijn groot: het kan allergische reacties veroorzaken en er is een risico op vergiftiging met kwik.
Mebromine kent ook industriële toepassingen, onder andere in penetrantonderzoek.